# Incidente dell'Antonov An-12 di Aeroflot del 22 gennaio 1971
L'incidente dell'Antonov An-12 di Aeroflot a Surgut del 22 gennaio 1971 avvenne il 22 gennaio 1971, quando un Antonov An-12B di Aeroflot, registrato CCCP-11000, in volo dall'aeroporto di Omsk Tsentral'nyj, in Unione Sovietica (RSFSR), si schiantò 15 km (9,3 miglia) prima della pista in avvicinamento all'aeroporto di Surgut. Un'indagine determinò che il sistema di sghiacciamento dell'aereo era inefficace perché le valvole di spurgo dell'aria del motore erano chiuse durante il volo; a quel punto il ghiaccio si accumulò sull'aereo facendo perdere il controllo ai piloti.

## L'aereo
L'aereo era un Antonov AN-12B con codice di registrazione 11000 (numero di fabbrica - 5343610, un numero di serie che mostra alcune informazioni di base sull'aereo, 5 per l'ultima cifra dell'anno di produzione - 1965, 34 per la fabbrica di origine - fabbrica aeronautica di Tashkent, 36 per il lotto di produzione e 10 per il singolo aereo all'interno di quel lotto) questo aereo lasciò la linea di produzione dell'associazione di produzione aeronautica VP Chkalov Tashkent il 3 dicembre 1965 e il 2 febbraio fu consegnato alla direzione principale della flotta aerea civile (l'organo governativo incaricato di supervisionare l'aviazione in tutta l'Unione Sovietica). L'aereo è stato quindi inviato al dipartimento di aviazione Syktyvkar della direzione territoriale di Komi della flotta aerea civile. Al momento dell'incidente l'aereo aveva completato complessivamente 5.626 ore di volo e 2.578 atterraggi.

## L'incidente
Nella prima metà di gennaio 1971 il CCCP-11000 era uno dei due Antonov AN-12 che, insieme a 3 equipaggi del 75º squadrone di volo, erano temporaneamente di base all'aeroporto di Omsk, e venivano utilizzati nel trasporto merci. Il 22 gennaio arrivò l'ordine di far volare il CCCP-11000 a Syktyvkar, dove dovevano essere eseguiti lavori di manutenzione ordinaria sull'aereo. Si è deciso di combinare il volo con la consegna di 12 tonnellate di merci a Surgut. Le merci da trasportare consistevano principalmente in rotoli di rete, piastrelle di plastica e altri articoli per la casa, nonché un battipalo C-995 da utilizzare nell'edilizia. A bordo c'erano due equipaggi, l'equipaggio di volo e una squadra di soccorso. L'equipaggio di volo era composto da:
- Capitano: Sergej Alekseevič Bacharev
- Secondo ufficiale: Anatolij Petrovič Dechtjarenko
- Navigatore - Valerij Konstantinovič Bachin
- Istruttore di meccanico di volo - Michail Ivanovič Kazačkov
- Operatore radiofonico - Anatolij Antonidovič Tyčenko
- Steward: Vladimir Michajlovič Malinin

L'equipaggio di supporto era composto da:
- Capitano: Leontij Andreevič Butov
- Secondo ufficiale: Anatolij Michajlovič Šama
- Navigatore - Pëtr Stepanovič Azarenkov
- Meccanico di volo - Anatolij Michajlovič Judaev
- Operatore radiofonico - Nikolaj Ivanovič Soklakov
- Steward: Igor' Ivanovič Pušnikov

A bordo erano presenti anche due passeggeri: un ingegnere del 75º squadrone volante, Nikolaj Pavlovič Kajakan, e il supervisore del carico Evgenija Rudolfovna Kramar. A Surgut, secondo le previsioni meteorologiche fornite all'equipaggio, erano presenti straticumuli ad un'altezza di 500–700 m (1.640,4-2.296,6 piedi), la visibilità era di 3-4 km (1,9-2,5 mi), e nevicava, con condizioni di formazione di ghiaccio tra le nuvole. Dopo il decollo alle 18:09 ora di Mosca dall'aeroporto di Omsk, l'AN-12 salì ad un livello di volo di 6.600 m (21.653,5 piedi).
A Surgut erano presenti nubi fitte ad un'altitudine di 450 m (1.476,4 piedi), la visibilità era di 5,5 km (3,4 mi), soffiava una brezza fresca da nord e la temperatura dell'aria era di -9 °C (15,8 °F). Alle 19:20 il controllore radar di Surgut diede il permesso all'equipaggio dell'AN-12 di scendere ad un'altitudine di 4.500 m (14.763,8 piedi), e poi ad un'altezza di 1.200 m (3.937,0 piedi). Quando i piloti riferirono di aver raggiunto un'altitudine di 1.200 m (3.937 piedi), fu ordinato loro di contattare il controllo per l'atterraggio. Si avvicinarono alla pista con una rotta magnetica di 180° e l'aereo entrò nella seconda virata del suo circuito d'attesa scendendo ad un'altezza di 400 m (1.312,3 piedi), la distanza dalla pista a questo punto era di 11 km (6,8 miglia). Alle 19:34 ora di Mosca l'equipaggio ha riferito che stavano superando il segnale di segnalazione esterno ad un'altezza di 400 m (1.312,3 piedi), cosa che è stata confermata dal controllore. Alle 19:36 ora di Mosca (21:36 ora locale), l'aereo si trovava a 11 km (6,8 miglia) lateralmente e 16 km (9,9 miglia) radialmente dalla pista. L'equipaggio ricevette l'ordine di eseguire il terzo giro del proprio circuito di attesa, istruzione confermata dall'equipaggio. Questa fu l'ultima comunicazione avvenuta con l'aereo.
Quando l'AN-12 si trovava a una distanza di 18 km (11,2 miglia) a nord-est dell'aeroporto di Surgut ad una velocità di 330 km/h (205,1 mph) effettuando una virata a sinistra, l'aereo sperimentò la separazione del flusso d'aria sull'ala, a seguito della quale entrò in una progressiva virata a sinistra perdendo quota. A questo punto, dopo aver deviato di 110° dalla rotta originaria, e ora con una rotta di 40° e con un'inclinazione sulla sinistra di circa 90°, l'aereo si schiantò al suolo in prossimità del fiume Pochekuika, venendo completamente distrutto e prendendo fuoco.

## Cause
Secondo un'analisi delle condizioni meteorologiche si verificarono condizioni favorevoli alla formazione di ghiaccio a un'altitudine di 400–1.300 m (1.312,3–4.265,1 piedi). Furono segnalate gravi condizioni di formazione di ghiaccio a 1.200 m (3.937,0 piedi) anche dall'equipaggio del CCCP-12996, un altro AN-12 coinvolto in un incidente molto simile nello stesso aeroporto solo 9 giorni dopo.
La conclusione della commissione incaricata delle indagini fu che l'Antonov subì uno stallo alla terza virata a causa di un forte deterioramento della sua aerodinamica provocato della formazione di ghiaccio sull'ala durante il volo in condizioni di formazione di ghiaccio, e anche a causa di una velocità inappropriata data per la terza e quarta virata per un velivolo di 55 tonnellate e con del ghiaccio sulle ali. La formazione di ghiaccio si verificò a causa del riscaldamento insufficiente del bordo d'attacco dell'ala derivante dall'apertura incompleta delle valvole di spurgo dell'aria dal motore.

## Conseguenze
Nell'arco di 9 giorni (22 e 31 gennaio 1971) due aerei AN-12 si schiantarono a Surgut, CCCP-11000 e CCCP-12996. Entrambi gli incidenti avvennero in circostanze simili, mentre effettuavano la terza virata del circuito di atterraggio entrambi gli aerei sperimentarono un rollio spontaneo dovuto alla separazione del flusso d'aria sull'ala causata da un calo dell'aerodinamica dovuto al ghiaccio, a sua volta causato da sistemi di sghiacciamento inefficaci poiché la valvola di spurgo dell'aria calda dal motore non era completamente aperta. Al fine di prevenire ulteriori catastrofi dello stesso tipo, vennero apportati miglioramenti significativi ai sistemi di controllo dello spurgo dell'aria, incluso un indicatore per mostrare la posizione completamente aperta delle valvole. Furono inoltre effettuati test speciali, i cui risultati contribuirono a chiarire le caratteristiche aerodinamiche dell'AN-12 durante la formazione di ghiaccio. Ciò indusse anche a diversi cambiamenti in molti documenti che disciplinano l’aviazione civile.